# ألكسيس زاريت
ألكسيس زاريت (بالإسبانية: Alexis Zárate)‏ هو لاعب كرة قدم أرجنتيني في مركز الوسط، ولد في 8 مايو 1994 في General Deheza ‏ في الأرجنتين. شارك مع منتخب الأرجنتين تحت 17 سنة لكرة القدم. أما مع النوادي، فقد لعب مع إنديبندينتي.

## وصلات خارجية
- ألكسيس زاريت على موقع قاعدة بيانات كرة القدم.إي يو (الإنجليزية)
- ألكسيس زاريت على موقع Soccerway.com (الإنجليزية)